# Artek (Möbel)

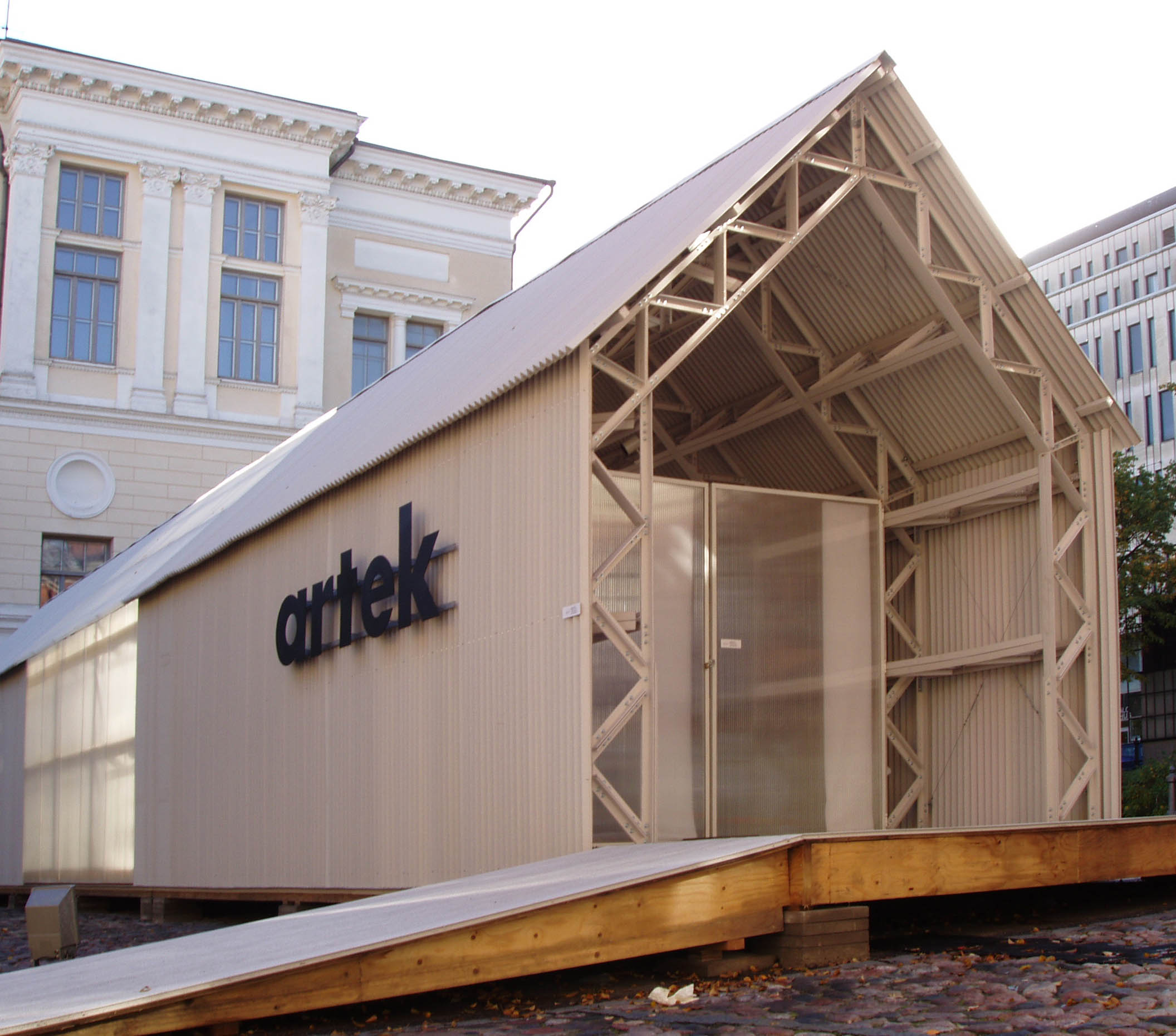
Artek Pavilion vor dem Design Museum Triennale di Milano 2007

Die Artek Oy ist ein finnischer Möbelhersteller und internationales Handelsunternehmen mit Hauptsitz in Helsinki. Artek ist Teil des Schweizer Konzerns Vitra.

## Geschichte
Artek wurde 1935 vom Designer Alvar Aalto, seiner Frau Aino Aalto, der Kunstfördererin Maire Gullichsen und dem Kunsthistoriker Nils-Gustav Hahl gegründet. Die Geschäftsidee der Unternehmensgründerinnen und -gründer war es, „Möbel zu verkaufen und durch Ausstellungen und andere bildende Maßnahmen eine moderne Wohnkultur zu fördern“.  
Aufbauend auf den von Alvar Aalto geschaffenen Grundlagen ist Artek Protagonist modernen Designs und eines der innovativsten Unternehmen in Finnland.  
Das Produktsortiment von Artek bilden die Möbelstücke, Einrichtungsgegenstände und Lampen von Alvar Aalto. Artek umfasst ein breites Angebot an Designmöbeln aus Holz. Das Unternehmen hat Vertriebsbüros in New York City, Berlin, Stockholm und Tokio. Die Artek Deutschland GmbH wurde 2012 im ehemaligen Gebäude des Tagesspiegels in Berlin eröffnet und ist die Europavertriebszentrale von Artek. Artek-Möbel sind im öffentlichen Raum, in Privathäuser, Museen, Schulen, Hotels und in Büros zu finden. 
Am 6. September 2013 hat das Schweizer Unternehmen Vitra das finnische Unternehmen Artek erworben. Die Aktivitäten werden jedoch weiter unter dem Markennamen Artek geführt. 